# 安诗一
安诗一（英语：An Shiyi，1992年10月1日—），青年诗人，新加坡锡山文艺中心理事。毕业于新加坡国立大学中文系。著有诗集《时光安然 如诗一般》（2023）、《三分之一》（2014），合著有《舞墨文苑七友集》。作品以诗歌、散文为主，散见于《新华文学》、《新加坡文艺》、《锡山文艺》、《赤道风》等文学刊物。

## 生平
生于中国北方的一座小城，十六岁独自来到新加坡求学。曾就读于新加坡东林中学、义安理工学院中文系。2018年毕业于新加坡国立大学中文系（主修汉学、副修汉语），获一等荣誉学士学位，同年获研究生奖学金继续深造。

## 出版作品

### 诗集
- 《时光安然 如诗一般》（新加坡：高艺出版社，2023》。[3]
- 《三分之一》（新加坡：新加坡书写文学协会，2014）。[4]

### 合集
- 《舞墨文苑七友集》（新加坡：新加坡书写文学协会，2015）。[5]

### 桌游
- Y星人 Back to Y-Star （与廖依然、郭美堯共同研发）[6]

## 荣誉奖项

### 文学奖
- 2017：第19届新加坡大专文学奖 汉诗组三奖（〈随旧友初访金沙赌场观局有感〉）
- 2017：第19届新加坡大专文学奖 现代诗组佳作奖（〈只要有一尾鱼还活着〉）
- 2012：第14届新加坡大专文学奖 现代诗组佳作奖（〈关于爱你这件事〉）
- 2010：西区“天高任鸟飞”创意写作比赛 高年级组优胜奖
- 2010：全国中学现场华文创意写作比赛 高年级组优胜奖

### 学术奖
- 2020：新加坡国立大学人文与社会科学院最佳助教奖
- 2018：韩山元奖学金[7]
- 2016-2018：云茂潮奖
- 2018：云茂潮中文系副修奖
- 2016：“黄马家兰儒学奖”奖学金